# Fetih II Giray
Fetih o Feth II Giray (1696 -1746) fou kan de Crimea (1736-1737) fill de Devlet Giray i successor de Kaplan I Giray.
Va nomenar khalgay a Arslan Giray i nureddin a Mahmud Giray. Durant la breu ocupació russa de Crimea del 1736, l'exèrcit otomà havia patit altres derrotes: a Azov els russos havien conquerit les fortaleses de Faschet i el fort dels geníssers. Els russos que havien estat a Crimea es van retirar a Ucraïna manats pel comte Münich i es diu que 30.000 homes van morir (dels 54.000 de l'expedició) en part per l'epidèmia i en part per la dificultat del desert o estepa dels nogais. Però les principals ciutats de Crimea inclosa la capital havien estat ocupades i això havia afectat greument al prestigi tàtar.
Fetih II va fixar residència a Kara Su, després Kara-su-bazar. Va marcar la seva pujada al poder per una afortunada ràtzia a l'Imperi Rus en la qual va rebre ajut del sultà otomà que va enviar una força per revenjar la derrota de maig-juny del 1736. Els tàtars van fer 30.000 presoners. Cap a finals del 1736 el príncep Galitzin va retornar a Crimea, va creuar el Uchula i va assolar el territori fins a Kara Su (Kara-su) i va fer molts presoners.
El 1737 els russos van enviar una nova expedició amb entre 60.000 i 70.000 homes amb 600 peces d'artilleria. Van seguir el riu Bug fins Otchakov que van assetjar i després d'un sever bombardeig que quasi va aniquilar la guarnició, van entrar a la ciutat. Aquest fet li va costar la deposició al gran visir Silahdar Seyyid Mehmed Pasha i al kan Fetih II, després de governar uns 11 mesos (juliol de 1737) i el va succeir Mengli II Giray que ocupava el tron per segon cop.